# Gare de Hambourg (Berlin)
À ne pas confondre avec la gare centrale de Hambourg.
La gare de Hambourg (Hamburger Bahnhof) est une ancienne gare de Berlin, en Allemagne, dans le quartier de Moabit. Aujourd'hui, elle abrite un musée d'art contemporain (Museum für Gegenwart).

## Situation
L'ancienne gare se trouve sur la Invalidenstraße, dans le quartier de Moabit. Le canal navigable de Berlin-Spandau la longe par l'est.

## La gare
La gare a été construite par Friedrich Neuhaus en 1846-1847 comme point de départ de la ligne de chemin de fer vers Hambourg.
Le bâtiment n'est plus utilisé comme gare depuis 1884, après que la gare de Lehrte a été construite à seulement 400 m au sud-ouest de l'actuelle gare centrale.

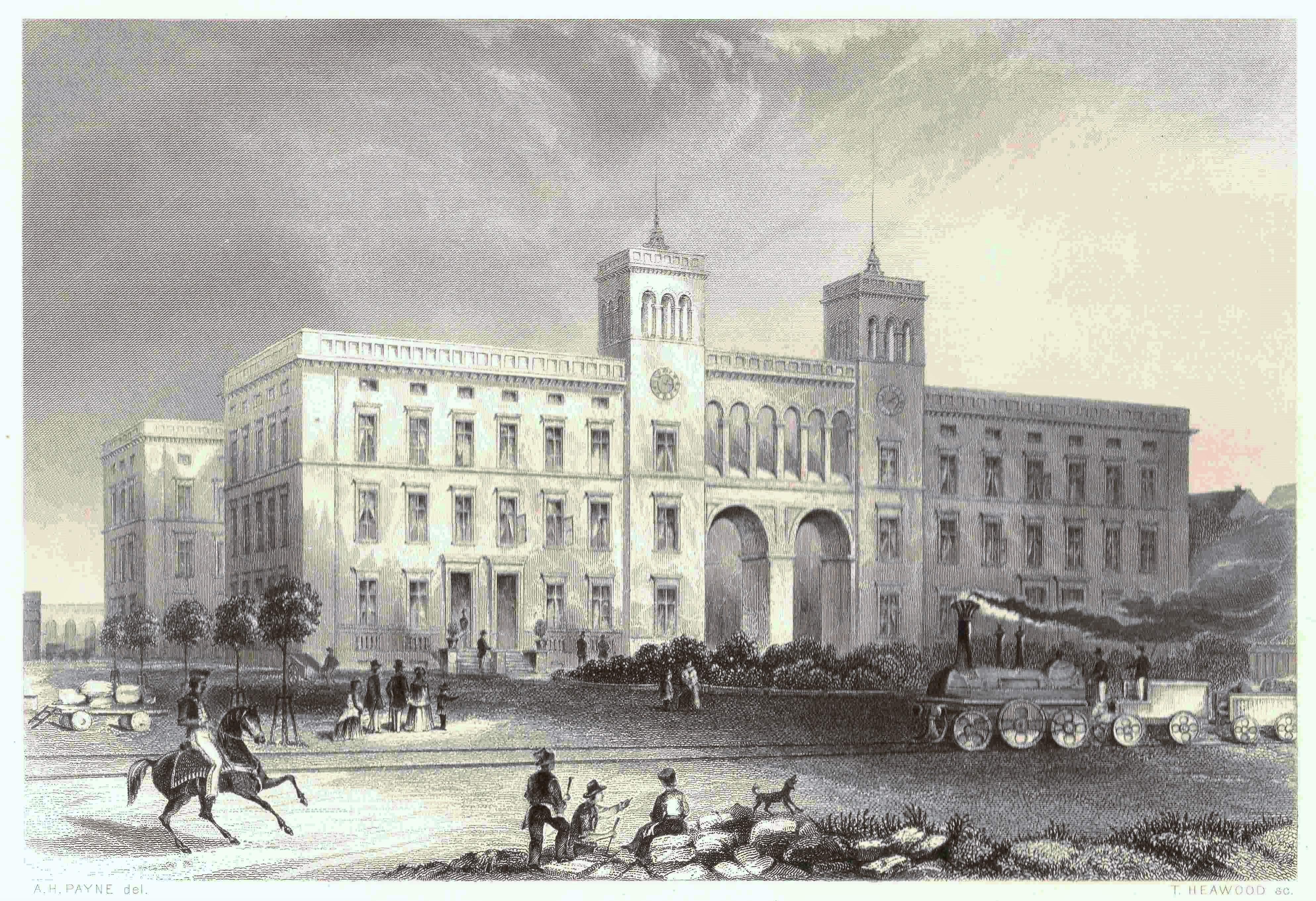
La gare en 1850
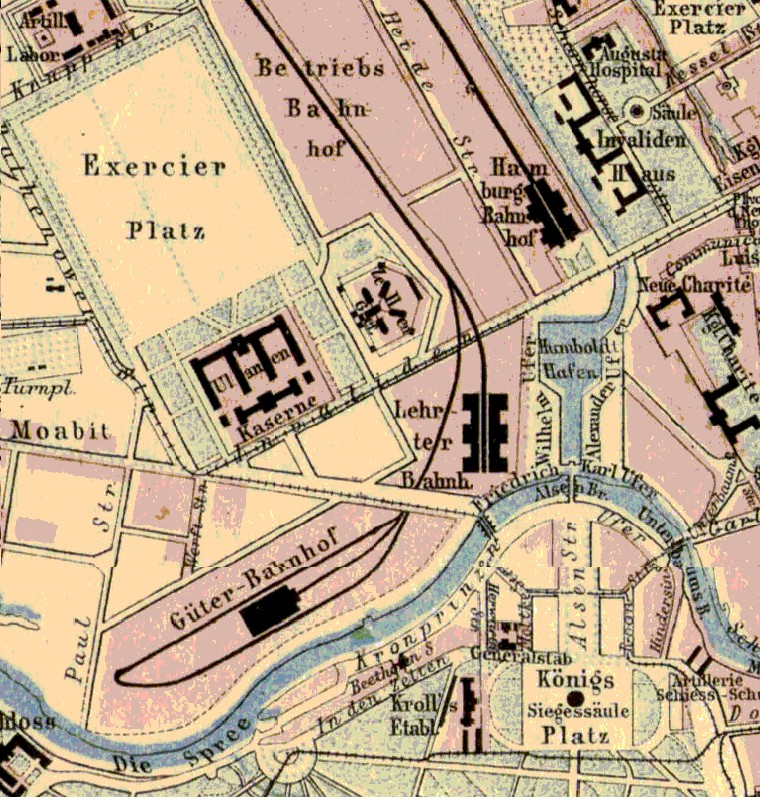
La gare sur un plan de 1875

## Le musée
Très endommagé au cours de la Seconde Guerre mondiale, le bâtiment a trouvé une nouvelle utilisation en 1996 avec la création du Museum für Gegenwart (musée d'Art contemporain), qui présente des œuvres modernes et contemporaines, notamment de Joseph Beuys, Anselm Kiefer, Roy Lichtenstein, Richard Long, Andy Warhol et Cy Twombly.
De 2004 à 2010, le Museum für Gegenwart a exposé une partie de la collection d'art de Friedrich Christian Flick (de).

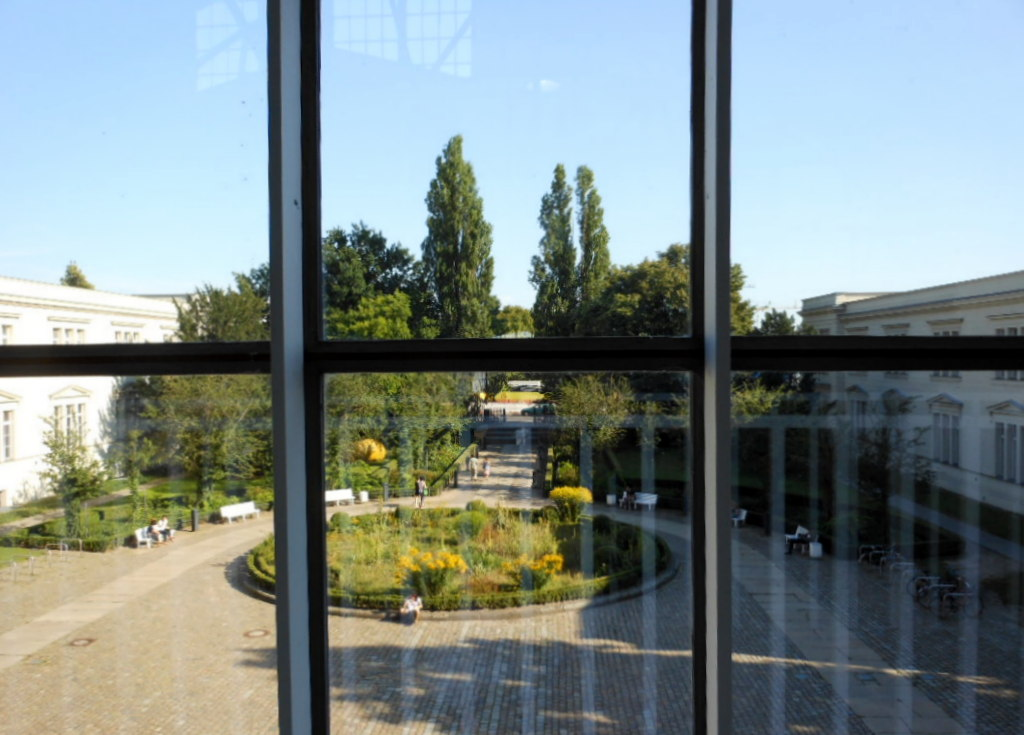
Extérieur de l'actuel musée vu depuis le premier étage du bâtiment principal